# Triebendorf
Triebendorf est une ancienne commune autrichienne du district de Murau en Styrie.